# Chaniers
Chaniers és un municipi francès situat al departament del Charente Marítim i a la regió de la Nova Aquitània. L'any 2007 tenia 3.355 habitants.

## Demografia

### Població
El 2007 la població de fet de Chaniers era de 3.355 persones. Hi havia 1.406 famílies de les quals 350 eren unipersonals (164 homes vivint sols i 186 dones vivint soles), 551 parelles sense fills, 410 parelles amb fills i 95 famílies monoparentals amb fills.
La població ha evolucionat segons el següent gràfic:
Habitants censats

### Habitatges
El 2007 hi havia 1.616 habitatges, 1.443 eren l'habitatge principal de la família, 83 eren segones residències i 90 estaven desocupats. 1.565 eren cases i 44 eren apartaments. Dels 1.443 habitatges principals, 1.153 estaven ocupats pels seus propietaris, 258 estaven llogats i ocupats pels llogaters i 32 estaven cedits a títol gratuït; 13 tenien una cambra, 53 en tenien dues, 200 en tenien tres, 455 en tenien quatre i 722 en tenien cinc o més. 1.152 habitatges disposaven pel capbaix d'una plaça de pàrquing. A 666 habitatges hi havia un automòbil i a 677 n'hi havia dos o més.

### Piràmide de població
La piràmide de població per edats i sexe el 2009 era:
| Homes | Edats   | Dones |
| ----- | ------- | ----- |
| 0     | 95 o +  | 0     |
| 12    | 90 a 94 | 12    |
| 24    | 85 a 89 | 36    |
| 32    | 80 a 84 | 20    |
| 36    | 75 a 79 | 60    |
| 92    | 70 a 74 | 68    |
| 92    | 65 a 69 | 80    |
| 96    | 60 a 64 | 116   |
| 88    | 55 a 59 | 92    |
| 112   | 50 a 54 | 152   |
| 116   | 45 a 49 | 120   |
| 144   | 40 a 44 | 128   |
| 152   | 35 a 39 | 160   |
| 60    | 30 a 34 | 88    |
| 68    | 25 a 29 | 60    |
| 72    | 20 a 24 | 44    |
| 108   | 15 a 19 | 108   |
| 148   | 10 a 14 | 132   |
| 92    | 5 a 9   | 88    |
| 64    | 0 a 4   | 60    |

## Economia
El 2007 la població en edat de treballar era de 2.165 persones, 1.573 eren actives i 592 eren inactives. De les 1.573 persones actives 1.420 estaven ocupades (751 homes i 669 dones) i 154 estaven aturades (64 homes i 90 dones). De les 592 persones inactives 245 estaven jubilades, 166 estaven estudiant i 181 estaven classificades com a «altres inactius».

### Ingressos
El 2009 a Chaniers hi havia 1.493 unitats fiscals que integraven 3.518,5 persones, la mediana anual d'ingressos fiscals per persona era de 18.334 €.

### Activitats econòmiques
Dels 149 establiments que hi havia el 2007, 1 era d'una empresa extractiva, 4 d'empreses alimentàries, 1 d'una empresa de fabricació de material elèctric, 9 d'empreses de fabricació d'altres productes industrials, 34 d'empreses de construcció, 30 d'empreses de comerç i reparació d'automòbils, 6 d'empreses de transport, 5 d'empreses d'hostatgeria i restauració, 1 d'una empresa d'informació i comunicació, 6 d'empreses financeres, 9 d'empreses immobiliàries, 16 d'empreses de serveis, 21 d'entitats de l'administració pública i 6 d'empreses classificades com a «altres activitats de serveis».
Dels 48 establiments de servei als particulars que hi havia el 2009, 1 era una oficina de correu, 2 oficines bancàries, 4 tallers de reparació d'automòbils i de material agrícola, 6 paletes, 7 guixaires pintors, 6 fusteries, 10 lampisteries, 3 electricistes, 2 perruqueries, 4 restaurants, 2 agències immobiliàries i 1 saló de bellesa.
Dels 6 establiments comercials que hi havia el 2009, 1 era una botiga de menys de 120 m², 1 una fleca, 2 carnisseries, 1 una botiga de mobles i 1 una floristeria.
L'any 2000 a Chaniers hi havia 44 explotacions agrícoles que ocupaven un total de 2.108 hectàrees.

## Equipaments sanitaris i escolars
L'únic equipament sanitari que hi havia el 2009 era una farmàcia.
El 2009 hi havia 1 escola maternal, 1 escola elemental i 1 escola elemental integrada dins d'un grup escolar amb les comunes properes formant una escola dispersa.

## Poblacions més properes
El següent diagrama mostra les poblacions més properes.